# ابرتس‌هایم
ابرتسهایم (به آلمانی: Ebertsheim) یک شهر در آلمان است که در باد دورکهایم واقع شده است. ابرتسهایم ۱٬۳۷۳ نفر جمعیت دارد.